# Dinarthrum dsungaricum
Dinarthrum dsungaricum är en nattsländeart som beskrevs av Ivanov 1991. Dinarthrum dsungaricum ingår i släktet Dinarthrum och familjen kantrörsnattsländor. Inga underarter finns listade i Catalogue of Life.